# Lwanda Gogwana
Lwanda Gogwana (* 1985 in East London) ist ein südafrikanischer Jazzmusiker (Trompete, Komposition).

## Leben und Wirken
Gogwana sang in Schulchören und erhielt in der Schule Klavier- und Trompetenunterricht. Während seiner Highschool-Zeit unternahm er Tourneen durch Namibia und das Vereinigte Königreich und spielte in einer Reihe von nationalen Jugendbands Südafrikas wie den Little Giants. 2005 begann er an der University of Cape Town sein Bachelorstudium Komposition und Arrangement bei Peter Klatzow und Mike Campbell, das er mit einem Stipendium an der Norges musikkhøgskole in Oslo fortsetzen konnte. Während des Studiums war er Mitglied der UCT Big Band und der Standard Bank National Youth Jazz Band von 2007.
Gogwana, der in Kapstadt lebt, arbeitete dann mit Abdullah Ibrahims Cape Town Jazz Orchestra, Tete Mbambisa, Lulama Gaulana, Simphiwe Dana, Neo Muyanga, Steve Dyer, Ezra Ngcukana, Errol Dyers, Robbie Jansen, Bruce Cassidy, John Fedchock, Thandi Klaasen, Judith Sephuma, Marcus Wyatt, Nomfusi und Max Vidima Er ist auch auf Alben von McCoy Mrubata und Sisonke Xonti zu hören.
Gogwana, der in seinen Kompositionen traditionelle Xhosa-Musik mit Jazz-Harmonien und Elementen der zeitgenössischen Musik verschmilzt, veröffentlichte 2011 sein Debütalbum Lwanda Gogwana Songbook Chapter 1 mit Musikern wie Jimmy Dludlu, Moreira Chonguica, Buddy Wells, John Hassan, Mthwakazi, Julio Sigauque, Bokani Dyer, Sakhile Moleshe und Thandi Ntuli. Es folgte sein Album Uhadi Synth (2016), das sich mit dem Musikbogen der Xhosa auseinandersetzte. Sein Lwanda Gogwana Songbook Chapter 2 stellte er 2022 vor.